# Климов, Александр Алексеевич
Александр Алексеевич Климов (род. 4 сентября 1961, Тольятти, Самарская область) — российский государственный деятель, кандидат технических наук. Ректор Российского университета транспорта (с 16 ноября 2018 года).

## Биография
Родился 4 сентября 1961 года в Тольятти. В 1984 году окончил Тольяттинский политехнический институт.
С 2012 по 2016 годы – заместитель министра образования и науки Российской Федерации.
В 2017 году назначен первым проректором Российского университета транспорта. 16 ноября 2018 года был назначен ректором.
6 марта 2022 года после вторжения России на Украину подписал письмо в поддержку российской агрессии. С 9 июня 2022 года находится под персональными санкциями Украины за поддержку войны. Также был внесён ФБК в список коррупционеров и разжигателей войны за поддержку нападения на Украину, 16 марта 2022 года форумом свободной России внесён в «Список Путина» и доклад «поджигателей войны» с предложением введения против него международных санкций.

## Звания
Кандидат технических наук (2003).

## Награды
- Орден Дружбы[6].
- Медаль «За вклад в создание Евразийского экономического союза» III степени (8 мая 2015 года, Высший совет Евразийского экономического союза)[7].

## Критика
Диссернет обнаружил масштабные заимствования в кандидатской диссертации